# La Salamandre d'or
Pour les articles homonymes, voir La Salamandre d'or (homonymie).
Pour plus de détails, voir Fiche technique et Distribution.
La Salamandre d’or est un film franco-italien réalisé par Maurice Régamey et sorti en 1962.

## Synopsis
Au XVIe siècle, le roi de France François Ier a été capturé par Charles Quint lors de la bataille de Pavie. En son absence, sa mère Louise de Savoie assure la régence et charge le chevalier Antoine de Montpezat, fidèle et loyal compagnon de François, de rassembler la rançon exigée en échange de la liberté de son fils et de se rendre à Madrid pour la remettre à Charles Quint. Montpezat va devoir déjouer les pièges tendus par le traître Vandœuvre, gouverneur du Languedoc qui a fait allégeance au connétable Charles III de Bourbon manigançant pour s’emparer du trône. En même temps, Antoine va retrouver sa bien-aimée Anne de Guise, promise à Vandœuvre.  

## Fiche technique
- Titre original français : La Salamandre d’or
- Titre italien : Il paladino della corte di Francia
- Réalisation : Maurice Regamey
- Scénario : André Cerf, Georges Mathiot, Maurice Régamey
- Dialogues : Jean-François Noël
- Photographie : Paul Soulignac
- Montage : Jacques Witta
- Musique : Joseph Kosma, Charles Aznavour
- Son : Jean Bertrand
- Décors : Jacques Mawart
- Coordinateur des combats et des cascades : Claude Carliez et son équipe
- Directeur de production : Georges Mathiot
- Société(s) de production : Donjon Films (France), Dama Cinematografica (Italie)
- Société(s) de distribution : Lux Compagnie Cinématographique de France (France), Gaumont (Exportation / Vente internationale)
- Pays d’origine :  France,  Italie
- Langue de tournage : français
- Tournage extérieur :  Bruges  Belgique
- Format : Couleur (Eastmancolor) — 35 mm — 2.35:1 Dyaliscope — son monophonique
- Genre : Film dramatique,  Film d'aventure, Film de cape et d'épée, Film historique
- Durée : 100 minutes (1 h 40)
- Dates de sortie : 
  -  Italie : 31 décembre 1962
  -  France : 2 août 1963

## Distribution
- Jean-Claude Pascal : Antoine de Montpezat
- Valérie Lagrange : Anne de Guise/d'Heilly
- Madeleine Robinson : Louise de Savoie
- John Justin : Vandœuvre
- Claude Titre : François Ier
- Scilla Gabel : Béatrice
- René Génin : le père Cavanac, un paysan
- Antoine Balpêtré : l’évêque
- Michel Galabru : l’alchimiste Cornelius
- Rellys : Clotaire, le valet
- Jacky Blanchot : Darcan, un homme de Vandœuvre
- Claude Carliez : un maître d'armes
- Roger Trecan : un maître d'armes
- Luc Andrieux : un convoyeur d'or
- Sylva Koscina
- Jacqueline Riche : Perrine, la servante de Béatrice
- Albert Dagnant : Pablo
- Robert Le Béal
- Pierre Stephen
- François Florent
- Georges Lycan : Walter, un homme de Vandœuvre
- Joe Davray
- Jacques Degor
- Jacques Porteret
- Philippe Dumat
- Jacques Le Rumeur
- Jean Brunel